# Франсуа Мулард

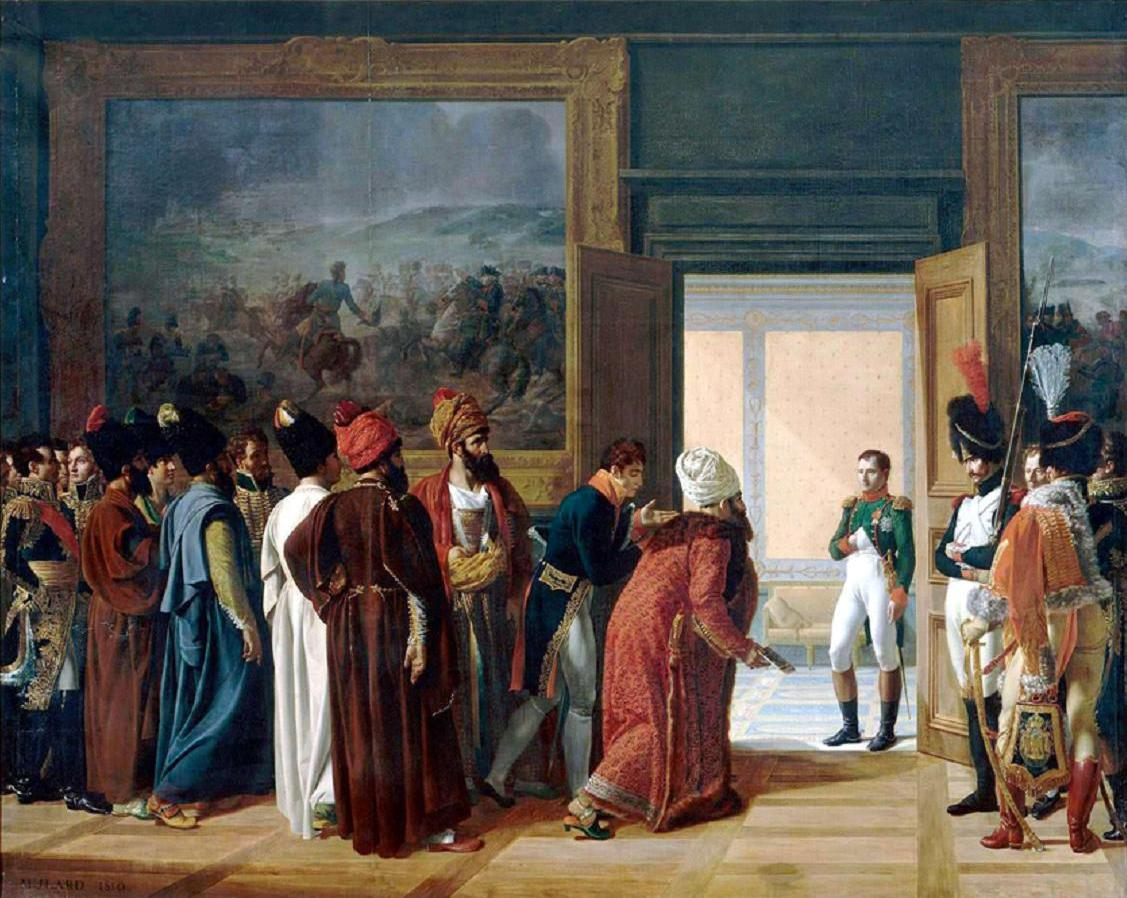
Зустріч перського посланник Мірзи Мухаммеда Реза-Казвіна з Наполеоном I у Фінкенштейнському палаці, 27 квітня 1807 року, Франсуа Мулард.

Франсуа Анрі Мулард (1769—1850) — французький художник неокласичної школи

## Досягнення
Ф. Мулард був учнем Жак-Луї Давід. У 1799 році отримав другий приз Римської премії. В 1802 році він знову брав участь, але був дискваліфікований.
Відомий тим, що перебував під час зустрічі перського посланника Мірзи Мухаммеда Реза Казвіна з Наполеоном у Фінкенштейнському палаці 27 квітня 1807 року, де було підписано Фінкенштейнський договір. У 1810 році була створена відповідна картина.

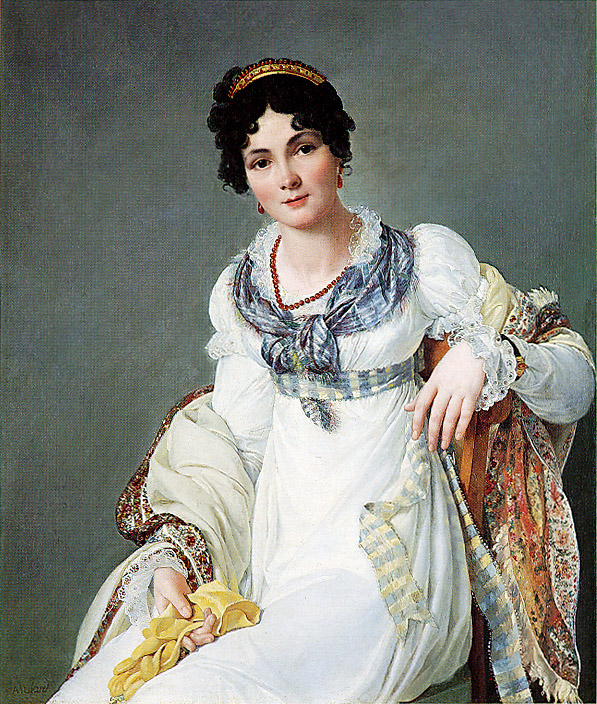
Портрет дами, що сидить та одягнена в білу сукню з кашеміру, шаль і рукавички, раніше зберігався в художньому музеї Кімбелл у м. Форт-Верт, поточне місце розташування невідоме

## Викладання
Ф. Мулард також був викладачем у Французькій мануфактурі Гобеленів. Він вчив учнів майстерності з гіпсових моделей або чоловічих живих моделей.
У 1830 році він став членом Національної вищої школи образотворчого мистецтва в Парижі, де він став віце-президентом в 1832 році разом зі своїм братом Луї-Александром Перононом (1776—1855).

## Публічні колекції
у Франції
- м. Клермон-Ферран, Художній музей Роже Квілліот: «Гектор дорікає Париж за його боягузтво», 1819, полотно, олія
- м. Еннбон:  екс-Вото
- м. Париж, Національна бібліотека Франції, оригінальні малюнки (1790) для збору деяких портретів, опублікованих в Dejabin:
  - «Dufau», малюнок олівцем
  - «Батько Леклерк», малюнок олівцем
  - Бенедикт Реджис Річонд, малюнок олівцем
  - «Лицар», малюнок олівцем
  - «De La Court d'Ambesieux», малюнок олівцем
- Париж, Національна школа витончених мистецтв «Маркус Торкват засудивсвого сина до смерті», 1798, полотно, олія
- Національний музей палаців Версаля і Тріанон:
  - «Генерал Бонапарт дає честь шаблі військовим губернатором Олександрії, Мохаммед Ель Koraim», 1808, полотно, олія
  - Наполеон приймає у Фінкенштейнському палаці перських послів. 27 квітня 1807 (підписання Фінкенштейнського договору) 1810, полотно, олія. Тронний зал імператора в Тюїльрі[6].

У США
- Раніше в Художній галереї Кімбелл[en], Форт-Верт: «Портрет леді, що сидить на три чверті, одягнена в білу сукню з кашеміру шаллю і рукавички», олія на полотні, нинішнє місцезнаходження невідоме[7] · [8].

## Виставки
- 1808: «Генерал Бонапарт видає меч честі»
- 1810: Наполеон приймає у Фінкенштейнському палаці перських послів. 27 квітня 1807
- 1812: Reprise de Diégo
- 1817 François Ier à la Bataille de Marignan